# Synagoga v Nýřanech

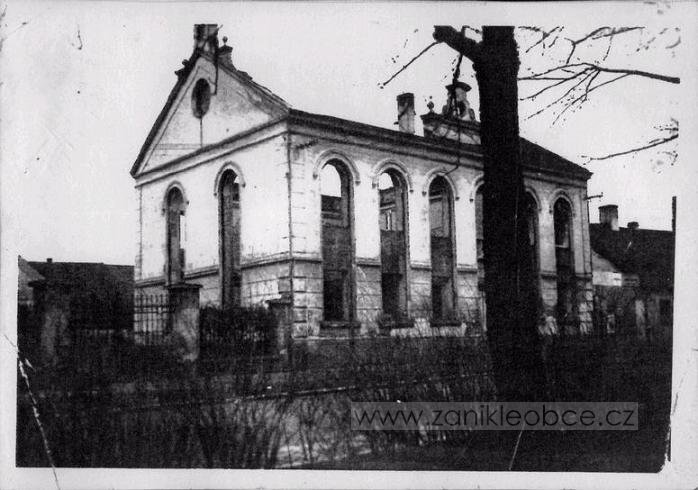
Vyhořelá synagoga v roce 1939

Synagoga v Nýřanech byla židovská modlitebna ve městě Nýřany, dvanáct kilometrů západně od Plzně, v okrese Plzeň-sever. Vystavěna byla v letech 1902 až 1904, během listopadových pogromů v roce 1938 byla zapálena, vyhořela a její torzo bylo následujícího roku strženo.

## Historie
Malá židovská obec v Nýřanech se zformovala teprve v poslední čtvrtině 19. století. Svou synagogu si komunita nechala vystavět v letech 1902 až 1904 v eklektickém stylu s okny pět metrů vysokými.
Po událostech Mnichovské dohody ze září 1938 byly po německém záboru Sudet Nýřany připojeny k území nacistického Německa. V rámci listopadových protižidovských nepokojů v zemi, podporovaných státní mocí, byla synagoga dne 9. listopadu 1938, za přítomnosti členů gestapa a místní policie, zapálena a zbytky stavby pak roku 1939 srovnány se zemí. Následkem tragických událostí druhé světové války a holokaustu pak došlo k razantnímu zmenšení zdejší židovské obce a synagoga již nikdy nebyla obnovena.
V místě synagogy je parčík s pamětní deskou.